# Bukovec, Velike Lašče
Bukovec je naselje v Občini Velike Lašče.